# Eric Koreng
Eric Koreng (ur. 16 maja 1981 w Stralsund) – niemiecki siatkarz plażowy. Grając w parze z Davidem Klempererem zdobył brązowy medal Mistrzostw Europy w 2007 roku oraz zajął czwarte miejsce na Mistrzostwach Świata w 2009 roku. Brał udział w turnieju siatkówki plażowej na Igrzyskach Olimpijskich w 2008 roku w Pekinie, gdzie zajął 3. miejsce w grupie.